# Заливной (Волгоградская область)
Заливной — посёлок в Палласовском районе Волгоградской области, в составе Савинского сельского поселения.
Посёлок расположен на правом берегу реки Торгун, напротив посёлка Лиманный, в 13 км восточнее города Палласовка. Расстояние до административного центра сельского поселения села Савинка около 6 км. Посёлок обслуживает почтовое отделение 404244, расположенное в посёлке Лиманный.
Посёлок Заливной Савинского сельсовета включён в справочник административно-территориального деления Волгоградской области в 1987 году, как пропущенный при издании справочника в 1969 году.

## Население
Динамика численности населения по годам:
| 1987 | 2002 |
| ---- | ---- |
| ≈240 | 243  |

| 2010 |
| ---- |
| 155  |